# Ulica Ligocka w Katowicach
Ulica Ligocka w Katowicach − ulica w katowickiej dzielnicy Załęska Hałda-Brynów część zachodnia. Swą nazwę wzięła od części Katowic − Ligoty, do której prowadzi z Brynowa; przedłużeniem drogi jest ulica Piotrowicka.

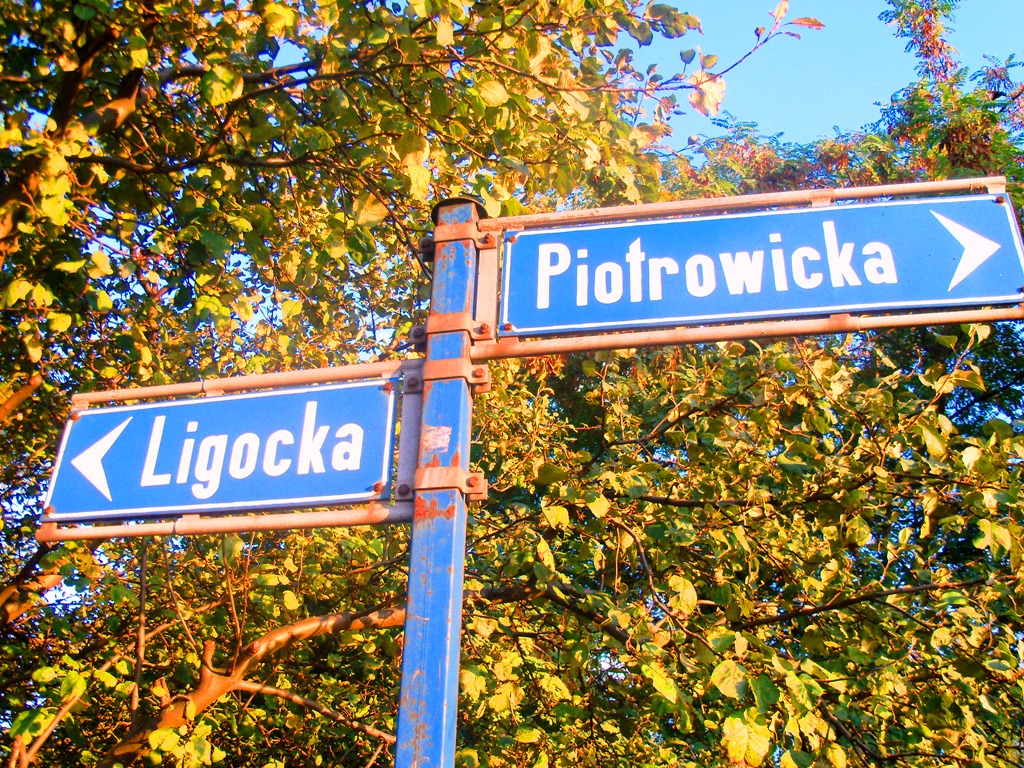
Znak na wiadukcie kolejowym − koniec ul. Ligockiej i początek ul. Piotrowickiej

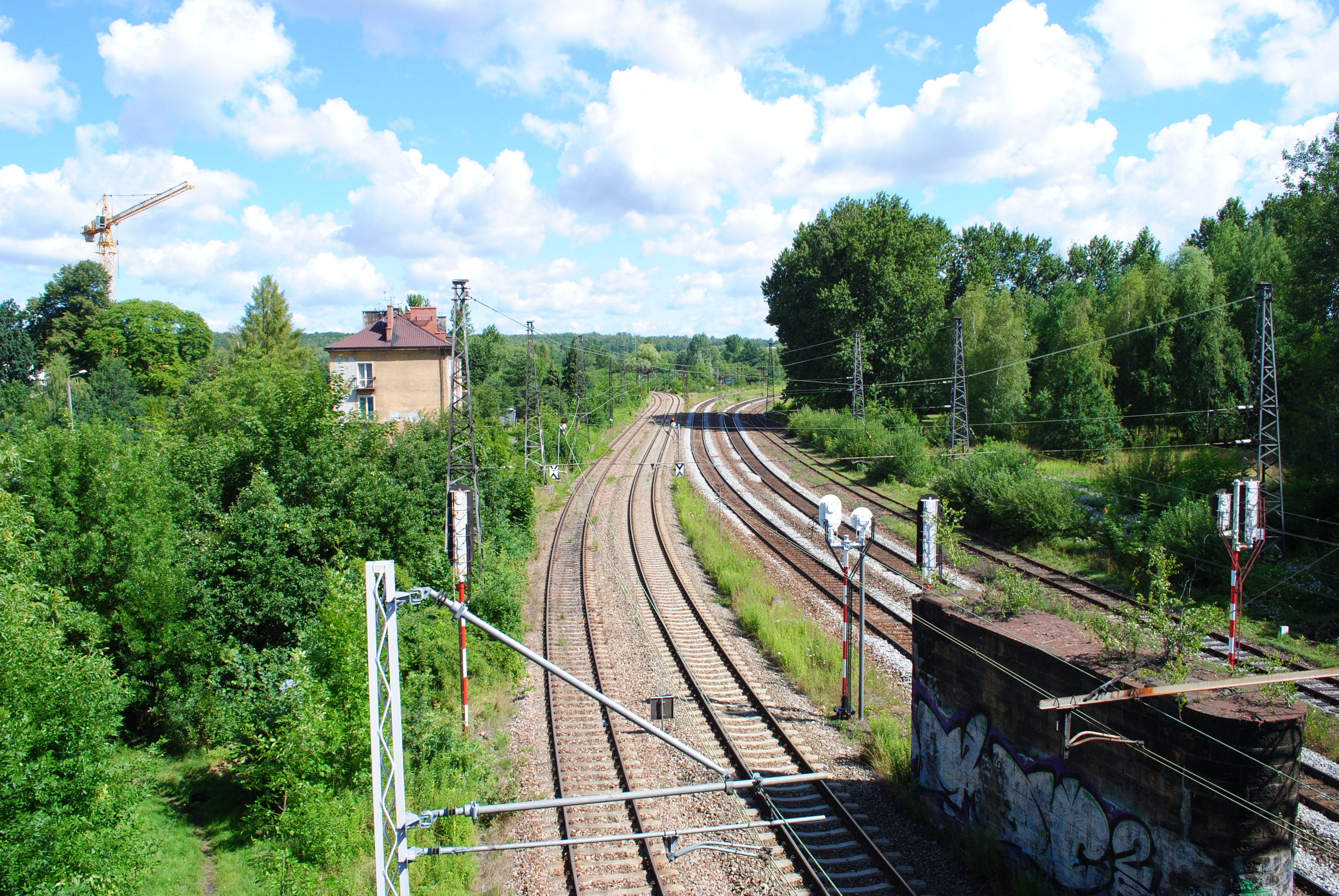
Wiadukt kolejowy − koniec ul. Ligockiej i początek ul. Piotrowickiej

## Charakterystyka
W rejonie dzisiejszych ulic Ligockiej, Załęskiej i Hetmańskiej powstały pierwsze zabudowania wsi Ligota (obecnie Stara Ligota). Wzmianka o tym pojawiła się w 1360. W dwudziestoleciu międzywojennym pod numerem 147 funkcjonował posterunek policji, a pod numerem 76 − Biblioteka TCL. W latach 1924−1939 na rogu ul. Hetmańskiej i ul. Ligockiej istniał pomnik powstańców (zburzony przez Niemców, odbudowany w latach 1962−1963). Pod koniec XX wieku wyburzono, znajdujące się przy drodze, cegielnie i glinianki. Ulica jest drogą zbiorczą o klasie technicznej Z. Pod nią zlokalizowany jest wodociąg  Ø 350/225 mm oraz gazociąg niskiego ciśnienia Ø 315/300 mm, za skrzyżowaniem z ul. Załęską − gazociąg niskoprężny Ø 350 mm PE. Ulicą na całej swojej długości kursują autobusy na zlecenie Zarządu Transportu Metropolitalnego (ZTM).
W okresie Rzeszy Niemieckiej (do 1922) i w latach niemieckiej okupacji Polski (1939−1945) ulica nosiła nazwę Ellgother Straße. W latach 1922−1939 i po wojnie od 1945 ulica Ligocka.
Ulica Ligocka posiada długość 1998 m i powierzchnię 17 673 m². Według badań, przeprowadzonych w 2007, w rejonie osiedla Katowicka Hałda, pomiędzy ulicami Ligocką, Józefa Gallusa i Wincentego Pola, udział powierzchni zabudowanej w powierzchni terenu wynosi 18%, wskaźnik intensywności zabudowy (netto) −0,93 WIZ, średnia ważona liczby kondygnacji − 5,17. Ulicą, na odcinku od ul. Załęskiej do ul. Hetmańskiej, natężenie ruchu w godzinie popołudniowego szczytu wynosi 1623 pojazdy (86,8% to samochody osobowe, 7,3% − samochody dostawcze, 2,1% − autobusy). Teren osadnik "Gregor" przy drodze jest rekultywowany przez KWK Wujek. W 2011 planowany jest remont drogi pomiędzy ul. Kredytową i ul. Załęską.

## Obiekty zabytkowe
Przy ulicy Ligockiej znajdują się następujące historyczne obiekty, objęte ochroną konserwatorską:
- budynek mieszkalny (ul. Ligocka 76), wzniesiony na początku XX wieku w stylu secesji; ochronie podlegają: skala i forma historyczna, geometria i pokrycie ceramiczne dachu, charakterystyczny narożnik z wieżą, cechy stylowe i detale architektoniczne, historyczna kolorystyka, wystrój architektoniczny elewacji z częścią ceglaną, kształt, wielkość, rozmieszczenie otworów okiennych i drzwiowych, historyczne podziały stolarki okiennej, proste balustrady balkonów[6];
- budynek mieszkalny (ul. Ligocka 78), wzniesiony  na początku XX wieku; ochronie podlegają: skala i forma historyczna, historyczna kolorystyka, geometria dachu, cechy stylowe, wielkość, rozmieszczenie, rytm otworów okiennych, historyczne podziały stolarki okiennej[6];
- budynki mieszkalne (ul. Ligocka 121, 123); wzniesione na przełomie XIX i XX wieku, posiadające wartości historyczno - kulturowe[6][11].

## Instytucje
Przy ulicy swoją siedzibę mają: przedsiębiorstwa handlowo-usługowe, firma poligraficzna, Administracja Osiedla "Ligota", Miejskie Przedszkole nr 12, gabinety lekarskie, Stowarzyszenie Krajowego Forum Parków Przemysłowych i Parków Technologicznych (ul. Ligocka 103). Pod numerem 103 działa Euro-Centrum Park Przemysłowy. Jest to kompleks budynków biurowo-usługowych, posiadających standard klasy B+ oraz powierzchnię 3,024 ha.